# Matt (Glaris)
Pour les articles homonymes, voir Matt.
Matt est une localité et une ancienne commune suisse du canton de Glaris, située dans la commune de Glaris Sud.

## Histoire

### Personnalités
- Samuel Heer (1811-1879), pionnier de la photographie suisse, né à Matt.

## Géographie

Photo aérienne prise par Walter Mittelholzer (1923)

Selon l'Office fédéral de la statistique, l'ancienne  commune de Matt mesurait 41,18 km2 et comprenait les localités de Trämlingen et Wissenberg. Elle était limitrophe d'Elm, Engi et Schwanden, ainsi que Flums et Mels dans le canton de Saint-Gall.

## Démographie
Selon l'Office fédéral de la statistique, Matt possède 361 habitants fin 2022. Sa densité de population atteint 9 hab./km2.
Le graphique suivant résume l'évolution de la population de Matt entre 1850 et 2008 :